# Rob Roy (powieść)
Rob Roy – powieść historyczna Waltera Scotta wydana w 1818 roku.

## Geneza powieści
Pod koniec 1816 roku Scott wydał u Murraya w Londynie dwa pierwsze tomy Opowieści mojego gospodarza: Czarnego karła i Szkockich purytan. Jego przyjaciel i impresario John Ballantyne wykorzystał wściekłość dotychczasowego wydawcy Scotta, Archibalda Constable'a i sprzedał mu za zaliczkę 1700 funtów, nieukończoną jeszcze nową powieść, uzyskując dla siebie tytułem prowizji dodatkowe 1200 funtów.
Pisarz zwiedził kraj Rob Roya. Oglądał jaskinię nad jeziorem Loch Lomond, kryjówkę banity. Spędził też nieco czasu w Glasgow, gdzie miała się rozgrywać znaczna część powieści. Pracę nad książką rozpoczął w sierpniu 1817. Pisał ją będąc w bardzo złym stanie zdrowia. Bardzo dotkliwe skurcze żołądka, wymagały zażywania laudanum, po którym przez następny dzień był otumaniony i dopiero kolejnego dnia mógł wykorzystać przerwę w bólu poświęcając go cały na pisanie powieści.
Rob Roy ukazał się drukiem się drukiem w Edynburgu 30 grudnia 1817 u Constable'a jako utwór "autora Wawerleya, Guy Manninga i Antykwariusza".

## Treść

### W Osbaldystone Hall
Akcja powieści toczy się na początku XVIII w. w Anglii i Szkocji. Frank Osbaldystone – młodzieniec skłócony z ojcem, ponieważ nie chce zajmować się tak jak on handlem, wyjeżdża z Londynu do posiadłości swego stryja – Osbaldystone Hall. Drogę przebywa z bardzo strachliwym panem Morrisem, przez którego później spotyka go wiele nieprzyjemności. W Osbaldystone Hall poznaje barona Hildebranda oraz jego synów: Thorncliffa, Dicksona, Wilfrieda, Percy’ego, Johna i tajemniczego Rashleigha. Dobrze wychowany i wykształcony Frank nie może znaleźć wspólnego języka z wujem i kuzynami, lubiącymi polowania i pijatyki. Jedyną osobą, z którą spędza czas jest Diana Vernon.
Wkrótce Frank zostaje oskarżony przez pana Morrisa o kradzież dokumentów państwowych, które miał przy sobie w czasie podróży. Jednak przy pomocy Roberta Campbella szybko udaje się wyjaśnić sytuację i Morris wycofuje oskarżenie. Tymczasem Rashleigh wyjeżdża do Londynu do ojca Franka, by zająć się tam razem z nim handlem.
Wokół miss Vernon zaczynają dziać się dziwne rzeczy – pojawienie się ojca Vaughana, zaczyna spędzać z kimś dużo czasu w bibliotece.

### Perypetie w Glasgow
Wkrótce przychodzą informacje, że Rashleigh ukradł pieniądze na spłaty długów i różne dokumenty. Frank ma natychmiast wyjechać do Glasgow. Jego przewodnikiem zostaje ogrodnik Andrzej Fairservice. W Glasgow podczas nabożeństwa ktoś szepcze Frankowi do ucha, by się strzegł i by o północy spotkał się z nim na moście. Frank wychodzi na spotkanie. Nieznajoma osoba (wiadomo tylko, że jest ścigana przez prawo) prowadzi go do więzienia, by spotkał się tam z kimś.
W więzieniu Frank znajduje Owena – wspólnika jego ojca, który trafił tu za długi wobec panów MacVittie i MacFin. Niespodziewanie przybywa burmistrz – Nicol Jarvie, z którym również prowadzono interesy. Obiecuje Owenowi, że go uwolni pod warunkiem, że stawi się w sądzie w wyznaczonym czasie. Burmistrz zauważa towarzysza Franka i okazuje się, że to krewny pana Jarvie, góral – Robert Campbell (zwany Rob Royem). Campbell obiecuje, że spłaci długi wobec burmistrza, gdy pozwoli mu iść wolno. Burmistrz zgadza się.
Następnego dnia Frank spotyka Rashleigha i Morrisa. Dochodzi do pojedynku między nim a znienawidzonym kuzynem. Przed rozlewem krwi chroni ich Campbell. Gdy Rashleigh odchodzi, mówi on Frankowi, że chce nakłonić Morrisa, by wznowił oskarżenie przeciwko niemu o kradzież dokumentów.
Frank powraca do domu burmistrza na obiad. Przebywa tam też Owen. Pan Jarvie opowiada historię Rob Roya – zajmował się on kiedyś uczciwie handlem, lecz popadł w długi i musiał opuścić swoje okolice. Stanął na czele bandy zbójeckiej. Prowadził liczne rozboje (m.in. to on ukradł papiery Morrisowi). Twierdzi jednak, że można mu zaufać i tylko on może pomóc w odnalezieniu rzeczy skradzionych przez Rashleigha.

### Podróż przez góry
Frank, pan Jarvie i Andrzej Fairservice wyjeżdżają w góry na spotkanie Robem. Przybywają do Aberfoil. W karczmie dochodzi do pojedynku z trzema osobami przebywającymi tam. Przed rozlewem krwi chroni Ich nieznajomy człowiek, który potem ucieka. Frankowi wydaje się, że to Dougal – stróż w więzieniu, który uciekł stamtąd po przybyciu burmistrza.
Parę godzin później przybywa oddział czerwonych mundurów (pod dowództwem kapitana Thorntona) poszukujących osób podejrzanych o buntownicze zamiary – zatrzymują Franka, burmistrza i Andrzeja. Złapano także Dougala, który pod groźbą śmierci i dla pieniędzy zgodził się zaprowadzić oddział do siedziby Rob Roya. Jednak po drodze zostają zaatakowani przez górali. Dougalowi udaje się uciec, trzem podróżnym udaje się schronić z dala od bitwy. Górale odnoszą całkowite zwycięstwo. Frank, pan Jarvie i Andrzej zostają odnalezieni przez górali i postawieni przed straszną i nieznającą litości Heleną MacGregor – żoną Rob Roya. Chwilę później nadchodzi wiadomość o porwaniu Roba przez Galbraitha, który jechał na spotkanie z Rashleighem. Helena każe przyprowadzić pojmanego pana Morrisa i zrzucić go ze skał, by zginął straszliwą śmiercią.
Helena wysyła Franka z poselstwem do Galbraitha, by kazał im wypuścić jej męża. Frank dociera do obozu, w którym przebywa książę chcący pozbyć się raz na zawsze Roba. Jednak podczas przeprawy przez rzekę udaje mu się uciec. Frank jest posądzony o uwolnienie Roba i również musi uciekać. Chce wrócić do Aberfoil. Po drodze spotyka miss Vernon z nieznanym mężczyzną (Frank podejrzewa, że to jej mąż) i oddaje mu paczkę z nieprawą zdobyczą Rashleigha. Mówi, że już się więcej nie zobaczą. Po rozstaniu z miss Vernon Frank spotyka Roba, razem udają się do Aberfoil. Opowiada o ich pobycie w górach oraz odzyskaniu własności jego ojca (nie mówi dzięki komu). Wkrótce docierają do Aberfoil, spotykają tam pana Jarvie.

### Rozwiązanie
Wkrótce Frank i burmistrz wracają do Glasgow, gdzie przebywa już Andrzej. Jest tam także ojciec Franka, który przybył tu uregulować długi. W górach wybucha powstanie (1715 rok).
Synowie barona i wkrótce sam baron kolejno umierają (z wyjątkiem Rashleigha). Osbaldystone Hall zostaje przekazane Frankowi. Pewnego dnia w bibliotece spotyka on miss Vernon i Fryderyka Beuchampa – Vernon – jej ojca. Proszą go o schronienie. Ojciec miss Vernon jest ścigany przez prawo za udział w powstaniach. To on przebywał tu w czasie pobytu Franka w Osbaldystone Hall (podawał się za ojca Vaughana) i to z nim Diana spędzała tyle czasu. Walczył również w ostatnim powstaniu szkockim (Diana przebywała razem z nim). Po klęsce pod Preston dotarli do Osbaldystone Hall.
Następnego dnia przybył Tu Rashleigh i pan Jonson z licznym oddziałem poszukującym Diany i Fryderyka Vernon. Odnaleziono ich. Jednak wkrótce zostają uwolnieni przez górali Rob Roya. Ranny Rashleigh umiera.
Diana i jej ojciec wyjeżdżają do Francji. Po śmierci ojca miała wstąpić do zakonu. Jednak Frank odnalazł ją i wzięli ze sobą ślub. Diana umarła, a Frank nosił po niej żałobę do końca życia. Robert MacGregor w Szkocji, podobnie jak Robin Hood w Anglii, uznawany był za przyjaciela biednych i postrach bogaczy. Zmarł w 1736 roku.

## Tło historyczne
Od 1603 roku Szkocja i Anglia miały wspólnego władcę (unia personalna), a od 1707 roku wspólny parlament. Ze względu na brak zgody na angielską dominację i na poparcie dla legitymistycznej dynastii Stuartów, w XVII i XVIII w. doszło do kilku powstań szkockich.